# Lucas Ostapiv
Lucas de Krishna Ostapiv (Curitiba, 29 de outubro de 1997) é um taekwondista do Brasil. 

## Carreira
Ostapiv nasceu em Curitiba, e aos 10 anos mudou-se com a família para Pato Branco, onde concluiu o ensino médio na UTFPR, e estudou Engenharia Civil na UTFPR, campus Pato Branco.
Entre suas principais conquistas até 2021, foi tricampeão brasileiro (2017, 2018, 2019); campeão pan-americano universitário (2018); Campeão do Aberto do Chile (2019); integrante da Seleção Brasileira (categoria -80kg); e bronze no Campeonato Pan-Americano de Taekwondo de 2021.
No Campeonato Mundial de Taekwondo de 2023 realizado em Baku, Azerbaijão, ele venceu na primeira rodada, mas foi eliminado nas oitavas de final na categoria Peso meio-médio.
No Jogos Pan-Americanos de 2023 realizado em Santiago, Ostapiv conquistou a medalha de bronze na categoria 80 kg.